# ایستگاه کوه پنک
ایستگاه کوه پنک یک منطقهٔ مسکونی در ایران است که در دهستان طراز ناهید واقع شده‌است. ایستگاه کوه پنک ۸ نفر جمعیت دارد.